# Sammy Clingan
Samuel „Sammy“ Clingan (* 13. Januar 1984 in Belfast) ist ein nordirischer Fußballspieler.

## Vereinskarriere

### Anfänge
Nachdem Clingan als 16-Jähriger aus seinem Heimatland zu den Wolverhampton Wanderers gewechselt war, kam er nur in der zweiten Mannschaft des Vereins zum Zug. Auch nach seiner Ernennung zum Kapitän im Jahr 2003 schaffte er den Durchbruch in der ersten Mannschaft nicht, sodass er 2004 für die Saisons 2004/2005 und 2005/2006 zum FC Chesterfield ausgeliehen wurde, um Spielpraxis in einer höheren Spielstufe zu sammeln.
Bei den Spireites kam er zu 29 Einsätzen, in denen er drei Tore erzielte. Schnell avancierte er dennoch zum Liebling der Fans.

### Nottingham Forest
Nach seiner Rückkehr zu den Wolves bekundete im Jahr 2006 Nottingham Forest sein Interesse an einer Verpflichtung des Mittelfeldspielers. Obwohl Clingan eigentlich beim FC Chesterfield bleiben wollte, der Verein die Transfersumme nicht zahlen konnte, wurde er nach Nottingham verkauft.
Nachdem Clingan am 23. Januar 2006 zur Mannschaft gestoßen war, gab er bereits vier Tage später im Ligaheimspiel gegen Barnsley sein Debüt, das Spiel ging mit 0:2 verloren.
In der Saison 2006/2007 gehörte Clingan zum Stammpersonal des Klubs, bis er durch einen Knöchelbruch, den er sich beim 5:1-Sieg im März 2007 gegen Huddersfield Town zugezogen hatte, für den Rest der Saison ausfiel. Nach dem Überstehen der Verletzung gab Clingan im Ligaspiel gegen Crewe Alexandra sein Comeback und verwandelte einen Freistoß zum 2:0-Endstand. Dieses Tor war zugleich sein erstes im Trikot der Reds.
Am Ende der Saison wurde Clingan ein Vertragsverlängerungsangebot gemacht, welches er jedoch ablehnte. Am 17. Juni 2008 wurde Clingan daraufhin von Norwich City verpflichtet. Dort erhielt er einen Zwei-Jahres-Vertrag.

### Norwich City
Nach seinem Wechsel zu Norwich City war Clingan auch hier gesetzt und wurde zum etatmäßigen Elfmeterschützen der Saison 2008/2009. Alle vier von ihm geschossenen Strafstöße gingen in Tor.
Seine anderen beiden Tore waren ein Freistoß beim 1:1-Auswärtsspiel gegen Birmingham City und ein ähnliches Tor am letzten Spieltag bei einer 2:4-Niederlage gegen Charlton Athletic, die den Abstieg von Norwich City besiegelte.
Nach dem Abstieg des Clubs wurde Clingan mit Coventry City in Verbindung gebracht, nach langen Transferverhandlungen wechselte er am 24. Juli 2009 zu ebendiesem Verein. Dort unterschrieb er einen Vertrag über drei Jahre.

### Doncaster Rovers
Am 26. Oktober 2012 wechselte der seit dem Ende der Saison 2011/12 vereinslose Sammy Clingan zum Drittligisten Doncaster Rovers.

## Nationalmannschaft
Clingan war für die U-17-, die U-19- und die U-21-Abteilungen von Nordirland aktiv. Er absolvierte sechs Spiele für die U-21 und war in diesen Spielen der Kapitän der Mannschaft.
Sein A-Team-Debüt absolvierte Clingan im Mai 2006 bei einem Testspiel gegen Uruguay im Giants Stadium in New York City. Sein Pflichtspieldebüt für die Nationalmannschaft seines Landes gab er am 2. September 2006 bei einer 0:3-Heimniederlage gegen Island, die für Nordirland den Auftakt zur Qualifikation für die Europameisterschaft 2008 darstellte.